# كولبورغ
كُلبُرغ (بالألمانية: Kyllburg) (نقحرة: كولبورغ) هي بلدة ألمانية تقع في ألمانيا في راينلند بالاتينات.

## أعلام
- هربرت فاندل